# Пешковский сельский округ (Московская область)
Пешковский сельский округ — упразднённая административно-территориальная единица, существовавшая на территории Солнечногорского района Московской области в 1994—2006 годах.
Пешковский сельсовет был образован в первые годы советской власти. По данным 1923 года он входил в состав Бедняковской волости Московского уезда Московской губернии.
В 1926 году Пешковский с/с включал село Пешки, деревню Терехово, погост Ильинское и 3 хутора.
В 1929 году Пешковский с/с был отнесён к Солнечногорскому району Московского округа Московской области. При этом к нему был присоединён Парфеновский с/с.
14 июня 1954 года к Пешковскому с/с был присоединён Есиповский с/с.
7 декабря 1957 года Солнечногорский район был упразднён и Пешковский с/с вошёл в Химкинский район.
31 июля 1959 года к Пешковскому с/с были присоединены селения Бухарово, Кочугино, Литвиново, Никифорово, Переслегино и Шелепаново упразднённого Литвиновского с/с.
28 июля 1960 года Химкинский район был упразднён, а Пешковский с/с передан в воссозданный Солнечногорский район.
26 декабря 1962 года Солнечногорский район был переименован в Солнечногорский сельский, в состав которого вошёл Пешковский с/с. 
21 ноября 1964 года Солнечногорский сельский район был переименован в Солнечногорский, в состав которого вошёл Пешковский с/с.
14 февраля 1974 года к Пешковскому с/с были присоединены селения Белавино, Дудкино, Задорино, Клинково и Новинки упразднённого Белавинского с/с.
23 июня 1988 года в Пешковском с/с была упразднена деревня Красная Гора.
3 февраля 1994 года Пешковский с/с был преобразован в Пешковский сельский округ.
В ходе муниципальной реформы 2004—2005 годов Пешковский сельский округ прекратил своё существование как муниципальная единица. При этом его населённые пункты были переданы частью в городское поселение Поварово, а частью в сельское поселение Пешковское.
29 ноября 2006 года Пешковский сельский округ исключён из учётных данных административно-территориальных и территориальных единиц Московской области.